# ダリアな気持ち
「ダリアな気持ち」（ダリアなきもち）は、声優の白石涼子の4作目のシングル。2008年9月10日にキングレコードから発売された。

## 概要
付属のDVDには、タイトル曲「ダリアな気持ち」の約15分の映像（ミュージッククリップとメイキング）が収録されている。なお、前作「Hatch」も含め、初回盤にかかわらずDVDが付属していることを白石自身は宣伝の際に「嫌でも付いてきます」と称した。

## 収録曲
1. ダリアな気持ち[4:23]
作詞：吉田朋代、作曲・編曲：市川淳
2. 泣けちゃうほど せつないけど[4:13]
作詞・作曲：岡本真夜、編曲：須田悦弘
  - 岡本真夜の曲のカバー（原曲：テレビ朝日系テレビアニメ『キューティーハニーF』エンディングテーマ）
3. ダリアな気持ち（off vocal ver.）
4. 泣けちゃうほど せつないけど（off vocal ver.）